# St. Johann Baptist (Velburg)

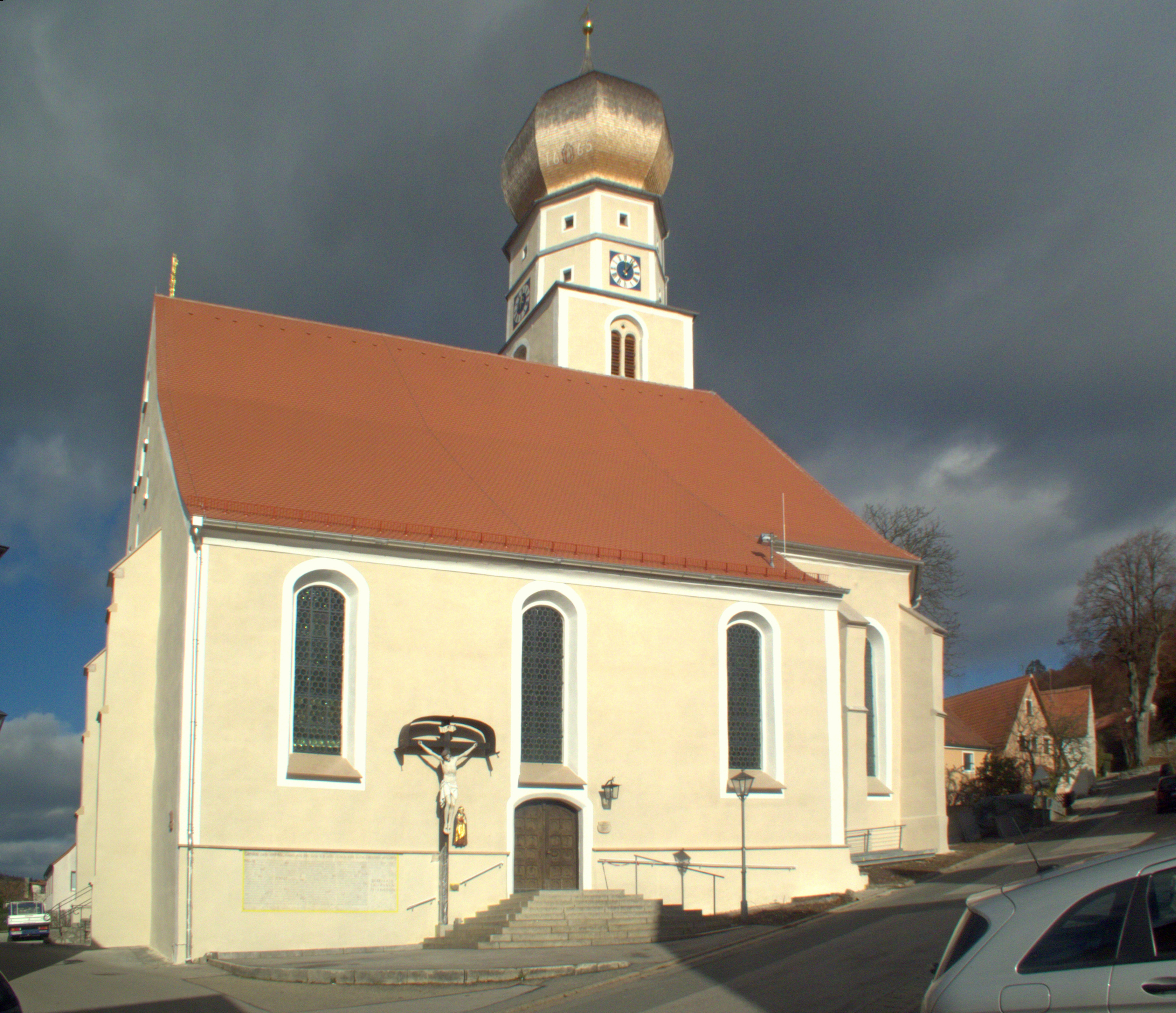
St. Johann Baptist (Velburg)

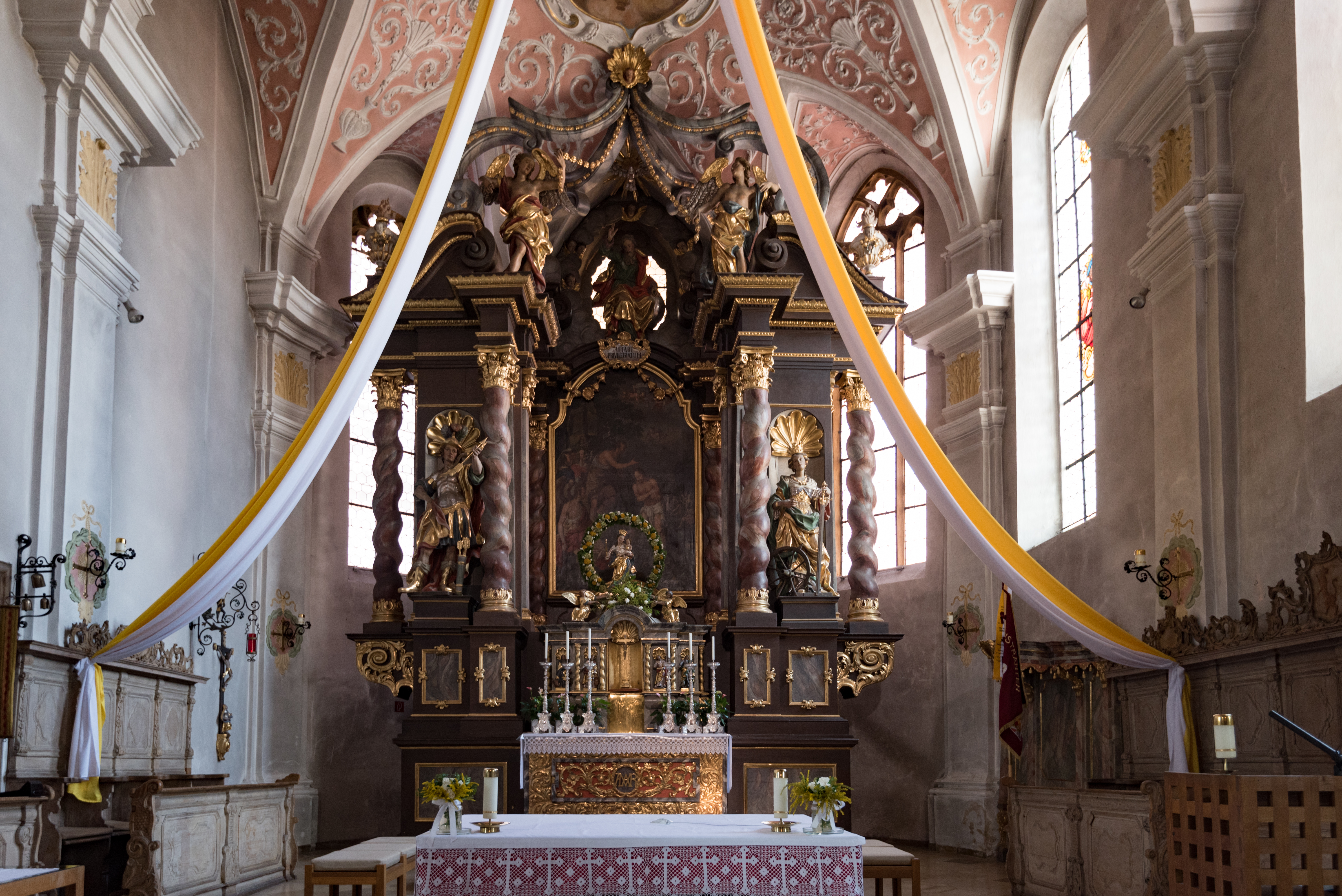
Chor

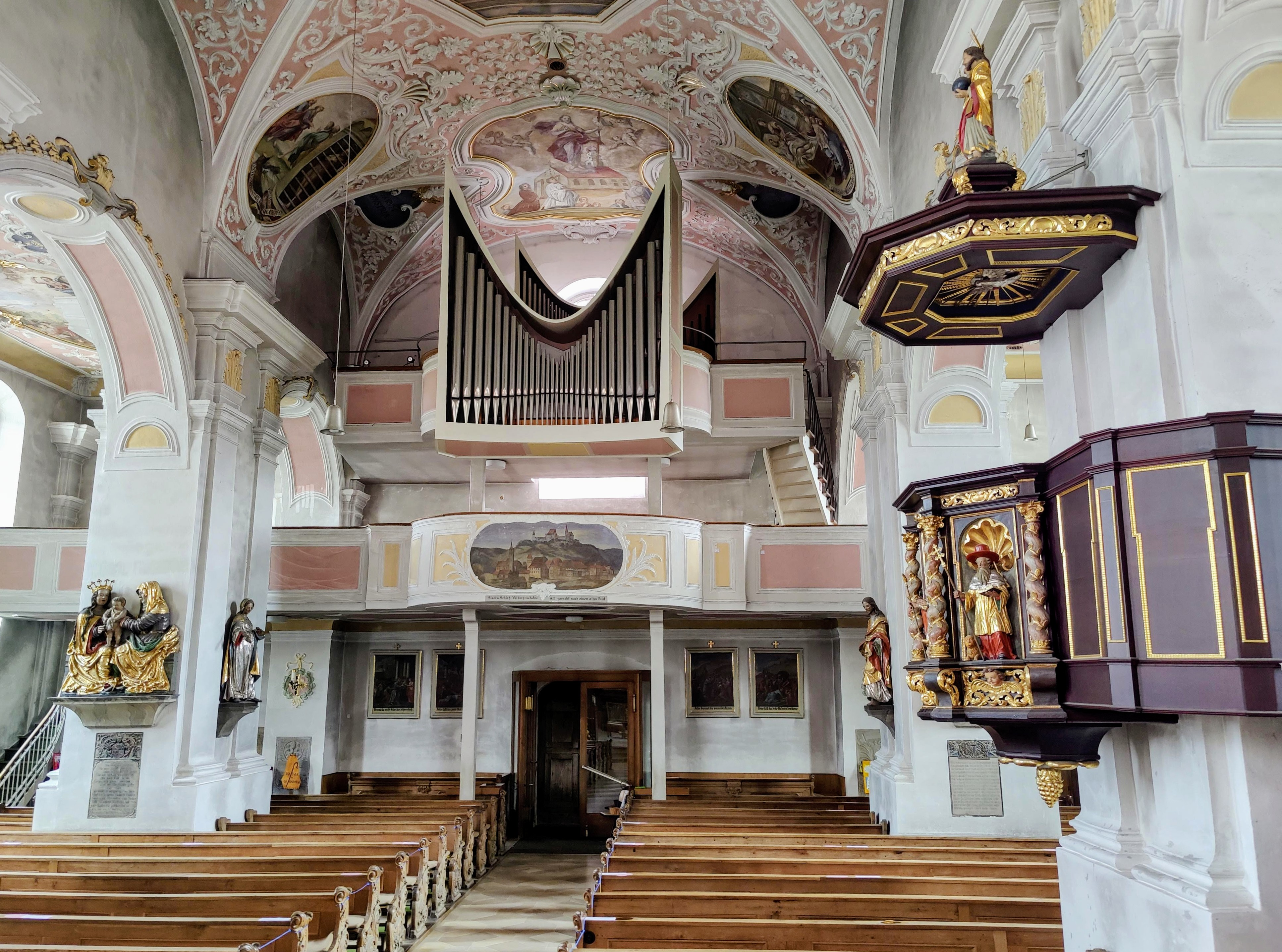
Innenraum mit Blick zur Orgel

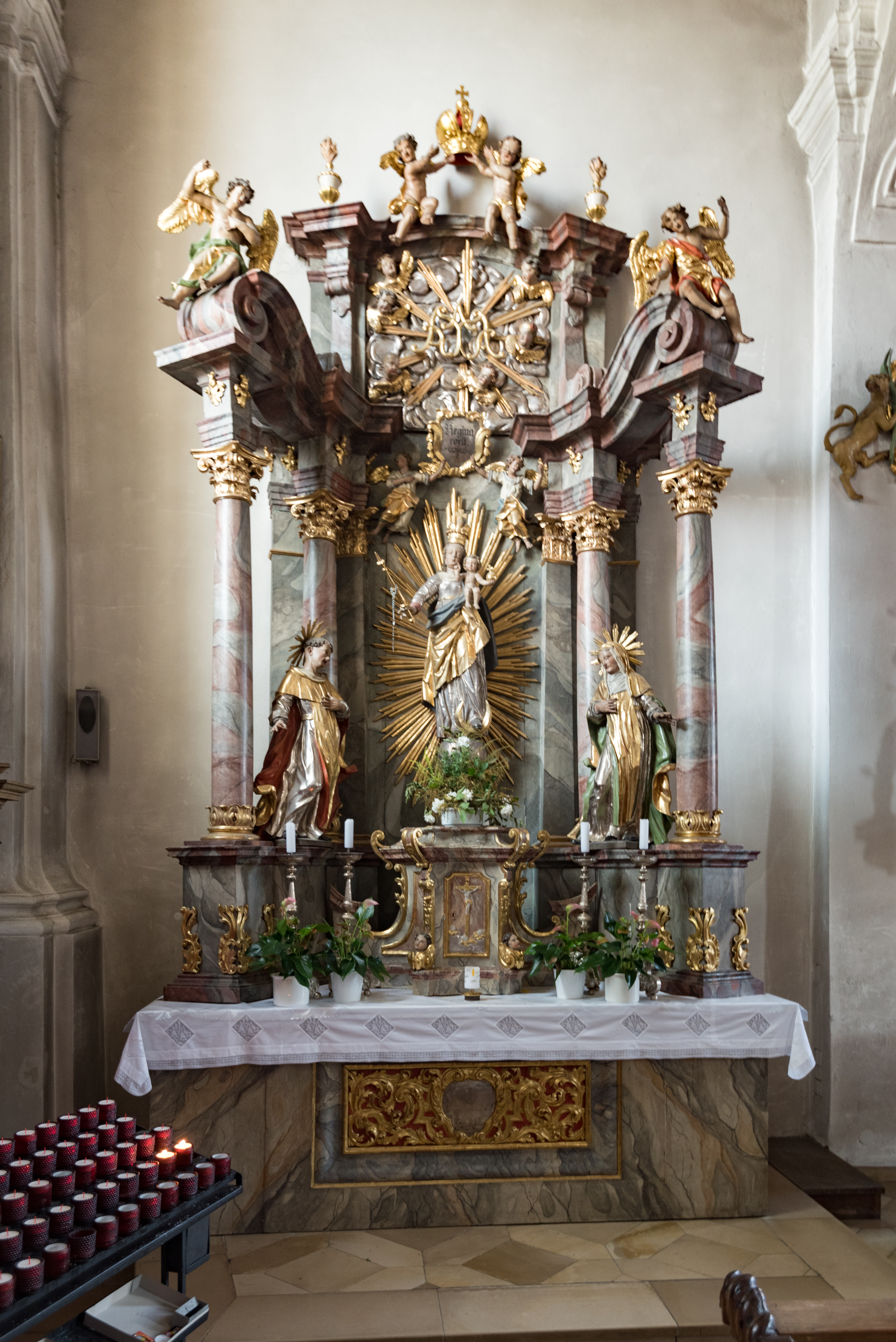
Linker Seitenaltar

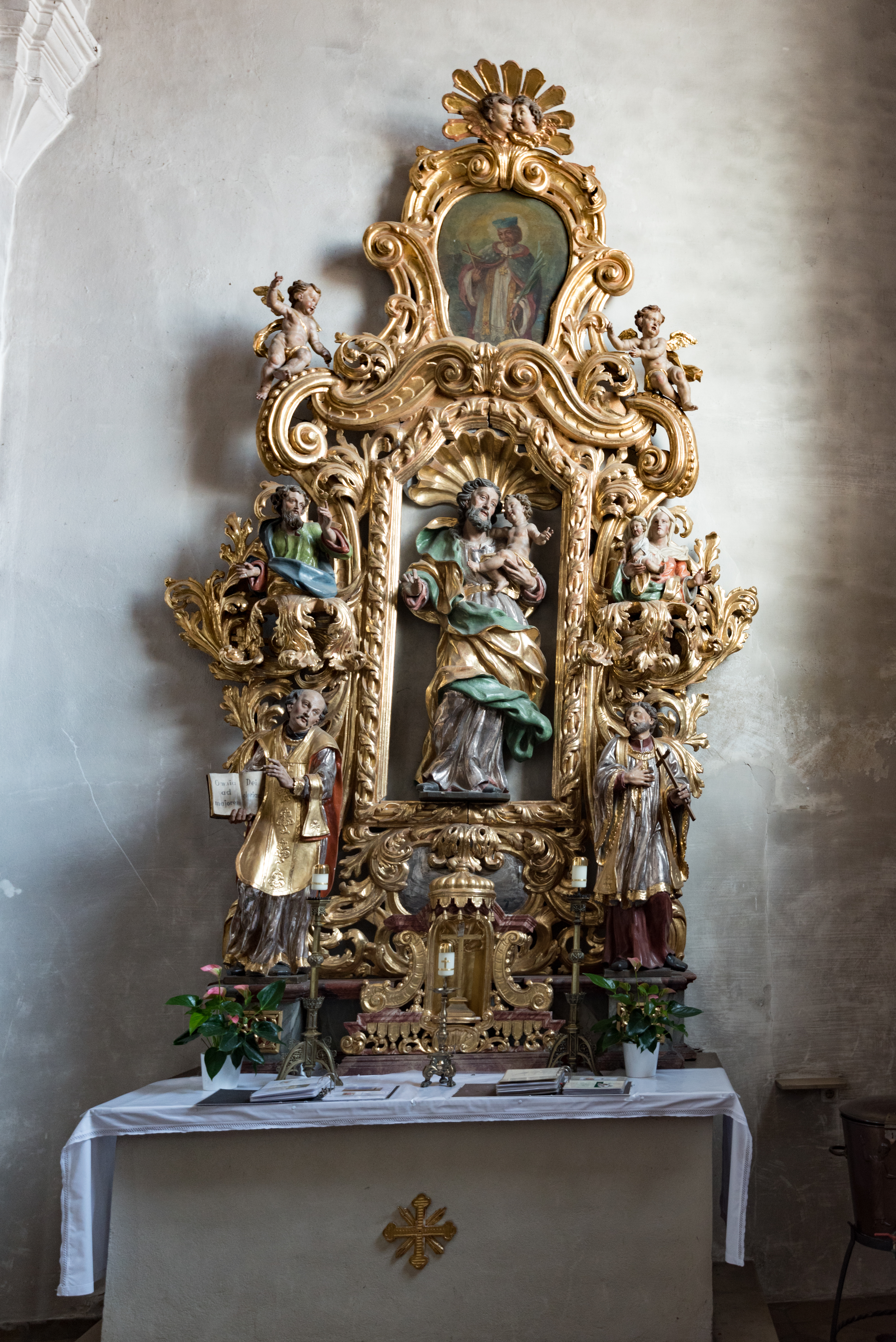
Rechter Seitenaltar

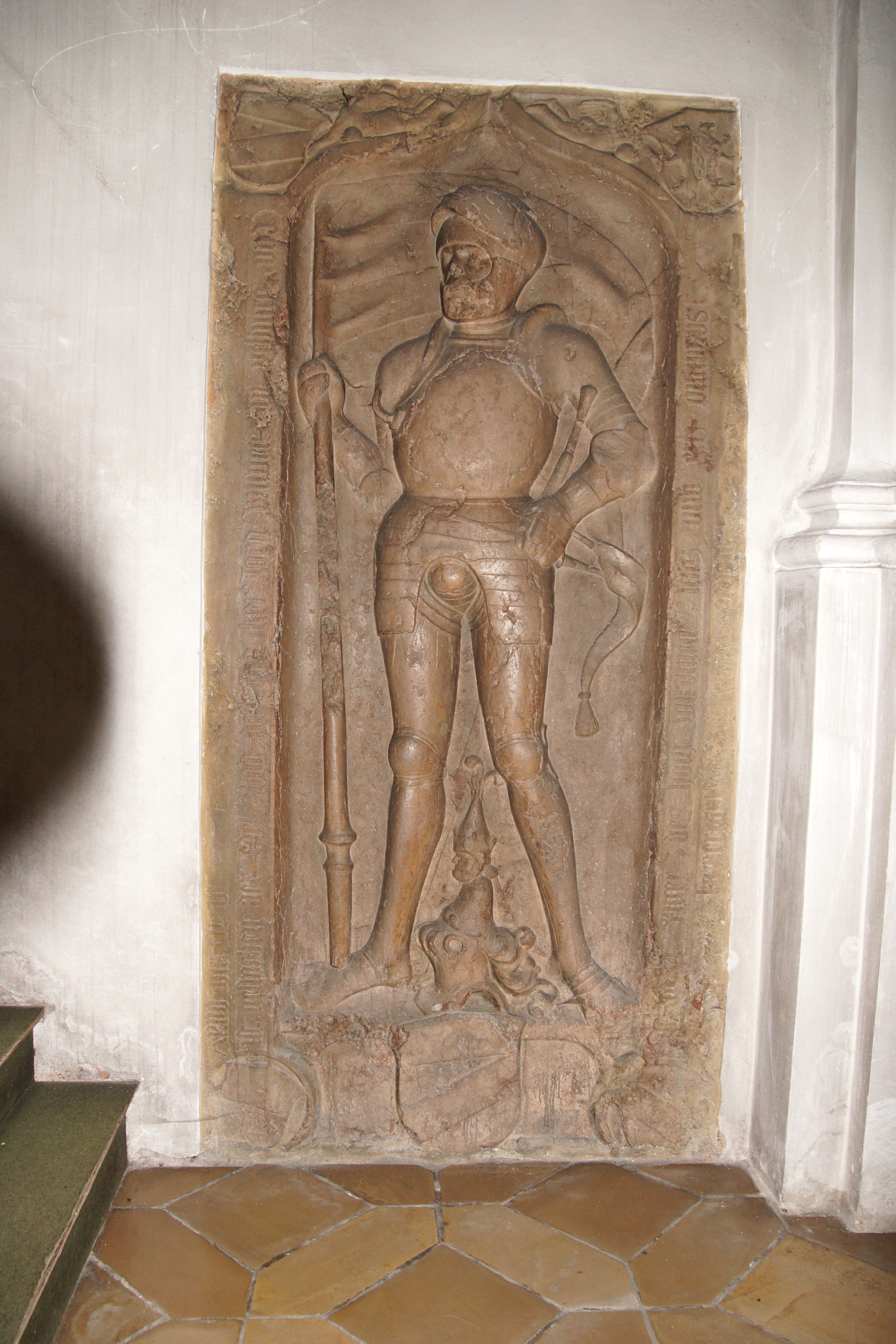
Grabstein für Ritter Jörg Wispeck

Die römisch-katholische Pfarrkirche St. Johann Baptist ist eine ursprünglich gotische, barockisierte und zur Halle erweiterte Kirche in Velburg im Oberpfälzer Landkreis Neumarkt in der Oberpfalz. Sie gehört zur Kirchengemeinde St. Johann Baptist Velburg im Bistum Eichstätt.

## Geschichte
Der Unterbau des Turmes ist vermutlich noch während der Mitte des 13. Jahrhunderts entstanden, der Chor und das Mittelschiff sind spätgotischen Ursprungs. Der Turm wurde nach einem Brand 1574 wieder aufgebaut. Vermutlich ebenfalls im 16. Jahrhundert wurde das nördliche Seitenschiff hinzugefügt. In den Jahren 1717–1721 wurde das südliche Seitenschiff angebaut und der Innenraum durch Georg Puchtler barockisiert. Restaurierungen des Inneren erfolgten 1959 und 1984/1985.

## Architektur
Der Außenbau zeigt am eingezogenen Chor mit Dreiachtelschluss ebenso wie an der Nord- und der Westseite des Langhauses gestufte Strebepfeiler. Die seitlichen zwei- und dreibahnigen Chorhauptfenster sind mit (teils erneuertem) Maßwerk versehen. Im nördlichen Chorwinkel ist der Turm angeordnet, der 1665 durch den Zimmermeister Martin Halbmaier aus Neumarkt eine Zwiebelhaube erhielt. Das kurze dreischiffige Langhaus liegt unter einem gemeinsamen Satteldach und erhielt durch das Schleppdach über das rechte Seitenschiff eine asymmetrische Giebelfront.
Das Innere ist durch ein Tonnengewölbe mit Stichkappen gedeckt. Das Mittelschiff, das sich an den Chor mit gleicher Breite anschließt, wird durch kräftige Pfeilerarkaden von den flachgedeckten Seitenschiffen getrennt. An den Pfeilerstirnen und an den Längswänden sind toskanische Doppelpilaster mit Gebälkstücken angeordnet.
Die Stuckaturen sind mit Akanthusranken, Vasen und Rosetten ausgeführt. Über dem Chorbogen ist ein Chronogramm mit der Jahreszahl 1720 zu finden, zu beiden Seiten Putten mit dem Wappen von Pfalz-Neuburg. Etwa gleichzeitig wurden die Gewölbemalereien geschaffen; sie zeigen im Chor die Anbetung des Allerheiligsten durch die Pfarrpatrone, darunter weist ein Engel eine Ansicht der stark befestigten Stadt Velburg vor. Im Mittelschiff sind Szenen aus dem Leben des heiligen Johann Baptist dargestellt. Im nördlichen Seitenschiff sind (von Ost nach West) die Übergabe des Rosenkranzes an den heiligen Dominikus, die Vernichtung von Ketzern durch Blitze, die von Maria ausgehen und die Vertreibung von Teufeln durch Engel mit Rosenkränzen zu sehen. Im südlichen Seitenschiff sind drei Schlachtengemälde zu finden, von denen nur die Schlacht von Lepanto eindeutig identifizierbar ist. An der Orgelbrüstung ist eine weitere Ortsansicht zu sehen, die angeblich nach einem alten Bild von 1427 entstand.

## Ausstattung
Die Ausstattung entstand weitgehend in der Zeit des Umbaus und wurde vom Pfleger und Kastner Johann Rudolf von Windisch in Auftrag gegeben; die Ausführung erfolgte durch den Velburger Meister Johann Michael Schaller. Der Hochaltar wurde dem früheren Hauptaltar des Straßburger Münsters aus den Jahren 1680–1685 nachgebildet. Der Altar ist in zwei Ebenen perspektivisch aufgebaut. Die Rückwand zeigt im Altarblatt die Taufe Christi von Jakob Heybel aus dem Jahr 1686, die vordere Partie ist mit vier gedrehten Säulen und Seitenfiguren der Heiligen Sebastian und Katharina von Alexandrien ausgestattet.
Das bedeutendste Stück der Ausstattung ist der südliche Seitenaltar mit seinem Aufbau aus Akanthusranken. In diesem Altar versuchte Schaller, den hochbarocken Akanthus- oder Laubwerkaltar in die Rokokostilform umzusetzen. In der Mittelnische ist eine bewegte Figur des heiligen Joseph mit Kind zu sehen, seitlich Figuren der Heiligen Franz Xaver und Ignatius, darüber sind voluminöse Ranken zu Konsolen für die Halbfiguren der Heiligen Joachim und Anna geformt.
Am linken Bruderschaftsaltar von 1744 sind Figuren der Himmelskönigin und der Heiligen Dominikus und Katharina von Siena bei der Rosenkranzverleihung dargestellt.
Die Kanzel, ebenfalls in retrospektiven Formen nach dem Vorbild des Hochaltars, zeigt die Figuren der Kirchenväter zwischen gedrehten Säulchen.
Das Gestühl ist mit opulenten Rankenschnitzereien und späteren Rocaille-Bekrönungen versehen und wurde 1959 teilweise ergänzt, im Chor sind Stadt- und Kirchenratsstühle aufgestellt.
Ein sechseckiger Taufstein gehört dem 16. Jahrhundert an. Am südwestlichen Pfeiler ist eine aus der Friedhofskirche St. Anna stammende Gruppe der Anna selbdritt zu sehen, die um 1525 vom Meister des dortigen Hochaltars geschaffen wurde und eine realistische Darstellung der Physiognomien zeigt. Am gegenüberliegenden Pfeiler ist die Gruppe der Pietà von Schaller aufgestellt. Vom gleichen Meister stammt die Figur des heiligen Johann Nepomuk rechts neben dem Chorbogen, die auf einer Konsole mit dem Wappen des Pflegers und dem Chronogramm 1725 steht. An den östlichen Pfeilern stehen Figuren der Apostelfürsten, die vermutlich aus der zweiten Hälfte des 17. Jahrhunderts stammen. Links neben dem Chorbogen ist ein geschnitztes Ehewappen des Kurfürsten Karl-Theodor von Pfalz-Neuburg und seiner Frau Maria Elisabeth von Sulzbach aus der Zeit um 1760 zu finden.
Die Orgel ist ein Werk der Firma Rieger Orgelbau aus dem Jahr 1962 mit 24 Registern auf zwei Manualen und Pedal.
Mehrere Grabdenkmäler des 15.–18. Jahrhunderts sind zu erwähnen, besonders das Rotmarmorepitaph für den Ritter Jörg Wispeck zu Velburg und Wernberg, Erbkämmerer des Erzstifts Salzburg und Feldhauptmann der Pfälzer im Landshuter Erbfolgekrieg († 1518), das den Verstorbenen im Relief mit voller Rüstung unter einem Kielbogen stehend zeigt, in der Rechten die Rennfahne, die Linke am Schwertgriff.